# Nooit Opgeven Altijd Doorzetten Aangenaam Door Vermaak En Nuttig Door Ontspanning Combinatie Breda 2020-2021
Questa voce raccoglie le informazioni riguardanti il Nooit Opgeven Altijd Doorzetten Aangenaam Door Vermaak En Nuttig Door Ontspanning Combinatie Breda nelle competizioni ufficiali della stagione 2020-2021.

## Rosa
Aggiornata al 4 novembre 2020.
| N. |                        | Ruolo | Calciatore           |
| -- | ---------------------- | ----- | -------------------- |
| 1  | Paesi Bassi (bandiera) | P     | Nick Olij            |
| 2  | Paesi Bassi (bandiera) | D     | Robin Schouten       |
| 3  | Spagna (bandiera)      | D     | Roger Riera          |
| 4  | Benin (bandiera)       | D     | Moïse Adilehou       |
| 5  | Spagna (bandiera)      | D     | Javi Noblejas        |
| 6  | Scozia (bandiera)      | C     | Lewis Fiorini        |
| 7  | Paesi Bassi (bandiera) | C     | Kaj de Rooij         |
| 8  | Paesi Bassi (bandiera) | C     | Mounir El Allouchi   |
| 9  | Paesi Bassi (bandiera) | C     | Lex Immers           |
| 10 | Paesi Bassi (bandiera) | A     | Hüseyin Doğan        |
| 11 | Paesi Bassi (bandiera) | A     | Nick Venema          |
| 14 | Spagna (bandiera)      | D     | Nacho Monsalve       |
| 15 | Paesi Bassi (bandiera) | D     | Jethro Mashart       |
| 16 | Paesi Bassi (bandiera) | P     | Chiel Kramer         |
| 17 | Paesi Bassi (bandiera) | A     | Sydney van Hooijdonk |
| 18 | Paesi Bassi (bandiera) | C     | Yassine Azzagari     |

| N. |                              | Ruolo | Calciatore             |
| -- | ---------------------------- | ----- | ---------------------- |
| 20 | Suriname (bandiera)          | C     | Dion Malone (capitano) |
| 21 | Paesi Bassi (bandiera)       | D     | Moreno Rutten          |
| 22 | Belgio (bandiera)            | D     | Milan Vanacker         |
| 23 | Paesi Bassi (bandiera)       | P     | Roy Kortsmit           |
| 24 | Norvegia (bandiera)          | D     | Colin Rösler           |
| 25 | Marocco (bandiera)           | C     | Anouar Kali            |
| 26 | Belgio (bandiera)            | C     | Pjotr Kestens          |
| 27 | Paesi Bassi (bandiera)       | C     | Marwin Reuvers         |
| 28 | Paesi Bassi (bandiera)       | D     | Wout Neelen            |
| 29 | Paesi Bassi (bandiera)       | C     | Sabir Agougil          |
| 30 | Paesi Bassi (bandiera)       | D     | Gylermo Siereveld      |
| 31 | Paesi Bassi (bandiera)       | C     | Mathijs Bel            |
| 33 | Paesi Bassi (bandiera)       | C     | Thom Haye              |
| 42 | Paesi Bassi (bandiera)       | A     | Mario Bilate           |
| 55 | Antigua e Barbuda (bandiera) | C     | DJ Buffonge            |